# اریک کولد ینسن
اریک کولد ینسن (دانمارکی: Erik Kuld Jensen؛ ۱۰ ژوئن ۱۹۲۵ – ۱۴ آوریل ۲۰۰۴) بازیکن و مربی فوتبال اهل دانمارک بود.
از باشگاه‌هایی که در آن بازی کرده‌است می‌توان به باشگاه فوتبال المپیک لیون، باشگاه فوتبال لیل، باشگاه فوتبال المپیک مارسی، باشگاه ورزشی آرهوس و باشگاه فوتبال تروا اشاره کرد.
وی همچنین در تیم‌های ملی فوتبال زیر ۲۱ سال دانمارک و دانمارک بازی کرده‌است.